# Márkus Judit
Márkus Judit (Karcag, 1979. június 20.) magyar színésznő, okleveles színháztudomány-szakos bölcsész, kommunikációs, valamint gyermek-és ifjúsági irodalmi szakember.

## Élete
1997-ben érettségizett a szentesi Horváth Mihály Gimnázium irodalom–dráma tagozatán. 2000-ben végezte el az Újszínház Színészképző Stúdióját. 2003-ban kapta meg a MASZK által hitelesített Színész I. minősítést. 2004-ben szerzett diplomát az egri Eszterházy Károly Tanárképző Főiskola kommunikáció szakán, elektronikus sajtó szakirányon. 2003/2004-es évadban a Soproni Petőfi Színház, 2004-2008-ig a Szegedi Nemzeti Színház tagja. 2008 és 2021 között a kassai Thália Színház tagja. 2018-ban diplomázott a Károli Gáspár Református Egyetem színháztudomány szakának mesterképzésén, 2021-ben pedig a gyermek-és ifjúsági irodalom szakirányon. 

## Színházi szerepei
- Szikora – Vinnay: Katonadolog (Hegedűs Jutka) – Fiatalok Színháza, 1999
- Schwartz: Godspell (Szonja) –	Vidám Színpad, 2000
- Bricusse – Wildhorn: Jekyll és Hyde (Mary) – Békéscsabai Jókai Színház, 2001
- Szörényi – Bródy: István, a király (Gizella) – Thália Színház, 2001
- Berlinkék – sanzonest – Articsóka Színpad, 2001
- Ingmar Bergman: Persona (Alma nővér) – THEALTER, 2002
- A. Alegria: Kötélen a Niagara fölött (Carlo) – Pinceszínház, 2002
- Arthur Miller: Az ügynök halála (Miss Forsyte) – Soproni Petőfi Színház, 2003
- Lehár Ferenc: A víg özvegy (Olga)– Soproni Petőfi Színház, 2004
- Ödön von Horváth: Mesél a bécsi erdő (Emma) – Szegedi Nemzeti Színház, 2004
- Vajda – Fábri: Anconai szerelmesek (Drusilla) – Szegedi Nemzeti Színház, 2004
- Dürrenmatt: Pör a szamár árnyékáért (Telesia) – Szegedi Nemzeti Színház, 2004
- Andersen-Pozsgai-Bornai: Hókirálynő (Hókirálynő) – Szegedi Nemzeti Színház, 2004
- Gorkij: Éjjeli menedékhely (Natasa) – Szegedi Nemzeti Színház, 2005
- Gábor Andor: Dollárpapa (Koltay Gizi) – Szegedi Nemzeti Színház, 2005
- Ruzante: A csapodár madárka[1] (Betia) – Nyári esték, Szeged, 2005
- Stein-Bock: Hegedűs a háztetőn (Hódel) – Szegedi Nemzeti Színház, 2005
- Egressy Zoltán: Reviczky (Jane) – Szegedi Nemzeti Színház, 2005 – ősbemutató
- Zapolska: Dulszka asszony erkölcse (Főbérlő) – Szegedi Nemzeti Színház, 2005
- Lehár Ferenc: Luxemburg grófja (Juliette Vermonth) – Szegedi Nemzeti Színház, 2005
- Janik-Mátyássy: Szindbád ( Isabelle) – Szegedi Nemzeti Színház, 2006 – ősbemutató
- Anthony Burgess: Mechanikus narancs (kislány, öregasszony) – Szegedi Nemzeti Színház, 2006
- Molière: Tartuffe (Elmira) – Szegedi Nemzeti Színház, 2006
- Shakespeare: Hamlet (Ophelia) – Szegedi Nemzeti Színház, 2007
- Kálmán Imre: Cirkuszhercegnő (Miss Mabel)- Szegedi Nemzeti Színház, 2007
- Lázár Ervin: A kisfiú meg az oroszlánok (Eszter)- Szegedi Nemzeti Színház, 2008
- Knighton-Wildhorn-Molnár-Valla: A Vörös Pimpernel (Alícia) - Szolnoki Szigligeti Színház, 2008
- Dan Goggin: Apáca-pác (Mária Amnesia) - IH Rendezvényközpont, 2008
- Dés-Geszti-Békés: A dzsungel könyve (Ká) - kassai Thália Színház, 2008
- Zágon-Nóti-Eisemann: Hyppolit, a lakáj (Terka) - kassai Thália Színház, 2009
- Murray Schisgal: Szerelem, ó! (Ellen) - kassai Thália Színház, 2009
- Presser-Horváth-Sztevanovity: A padlás (Süni) - kassai Thália Színház, 2009
- Peter Shaffer: Equus (Jill Mason) - kassai Thália Színház, 2009
- Molnár Ferenc: Az Ördög (Selyem Cinka) - kassai Thália Színház, 2009
- Eisemann-Zágon-Somogyi: Fekete Péter (Colette Ouvrier) – kassai Thália Színház, 2009
- Carlo Collodi-Litvai Nelli: Pinocchio (Pinocchio) – kassai Thália Színház, 2009
- Nemes-Dés-Bőhm-Horváth-Korcsmáros: Valahol Európában (Suhanc )- kassai Thália Színház, 2010
- Kassai Orfeum (Színésznő/Blanka) – kassai Thália Színház, 2010
- Kálmán Imre: Marica grófnő (Lidi) – kassai Thália Színház, 2010
- Kálmán Imre: Marica grófnő (Liza) – kassai Thália Színház, 2010
- Bertolt Brecht: Koldusopera (Polly) – kassai Thália Színház, 2011
- Szilágyi-Zerkovitz: Csókos asszony (Pünkösdi Kató) – kassai Thália Színház, 2011
- Brian Friel: Philadelphia, nincs más út (Kate Doogan) – kassai Thália Színház, 2011
- Janik László: A három Pierre (Odette) – IH Rendezvényközpont, Szeged, 2011
- Karol Wojtyla: Az aranyműves boltja előtt (Anna) – kassai Thália Színház, 2012
- Böszörményi Gyula-Lakatos Róbert-Müller Péter Sziámi: Gergő és az álomfogó (Réti Boglárka) – kassai Thália Színház, 2012
- Ruzante: A csapodár madárka (Prológ) – kassai Thália Színház, 2012
- Bródy János-Janik László: BÁRcsak (Éva) – IH Rendezvényközpont, Szeged, 2012
- Peter Weiss: Marat/Sade (Kokó) – kassai Thália Színház, 2013
- Robert Thomas: Nyolc nő (Louise) – kassai Thália Színház, 2013
- Horváth Péter: Csaó, bambínó (Anya) – kassai Thália Színház, 2013
- Csehy Zoltán: Dido (Dido) - Kaposvári Csiky Gergely Színház, 2013
- Kerékgyártó István: Rükverc (Jutka) - Kaposvári Csiky Gergely Színház, 2013
- Kárpáti Péter: Akárki (Emma) – kassai Thália Színház, 2013
- Kovács Kristóf: Kék veréb (Édith Piaf) – Thália Társulás, Kassa, 2014
- Thuróczy Katalin: Pastorale (Cora) – IH Rendezvényközpont, Szeged, 2015
- Tengertánc (csecsemőszínházi előadás) - Veres1Meseszínház, 2019[2]
- Janik László: Sárkánytesó (Sárkány) - Veres1Meseszínház, 2020
- Vajda-Fábri: Anconai szerelmesek (Drusilla) - Veres1Színház, 2020[3]

## Filmszerepei
- A mélység élessége (Angyal) – rendező: Poppé Béla, 1999
- Ígéret földje (Tünde) – rendező: Flanek László, 1999
- A másik ember iránti féltés diadala (Elena) –	rendező: I. Buharov, 2000 (MEDIAWAVE – A legjobb művészfilm)